# 喷砂

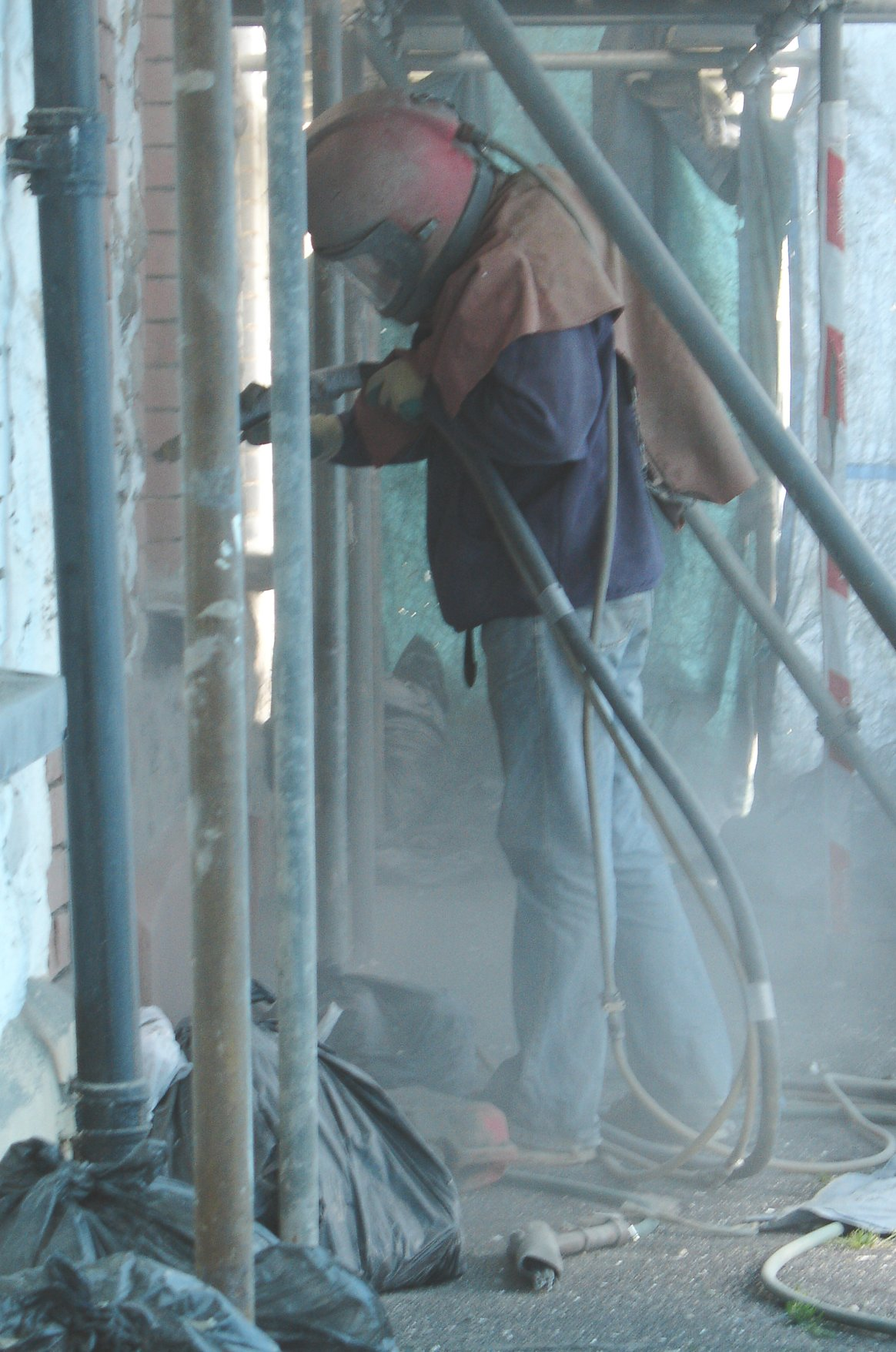
喷砂石墙

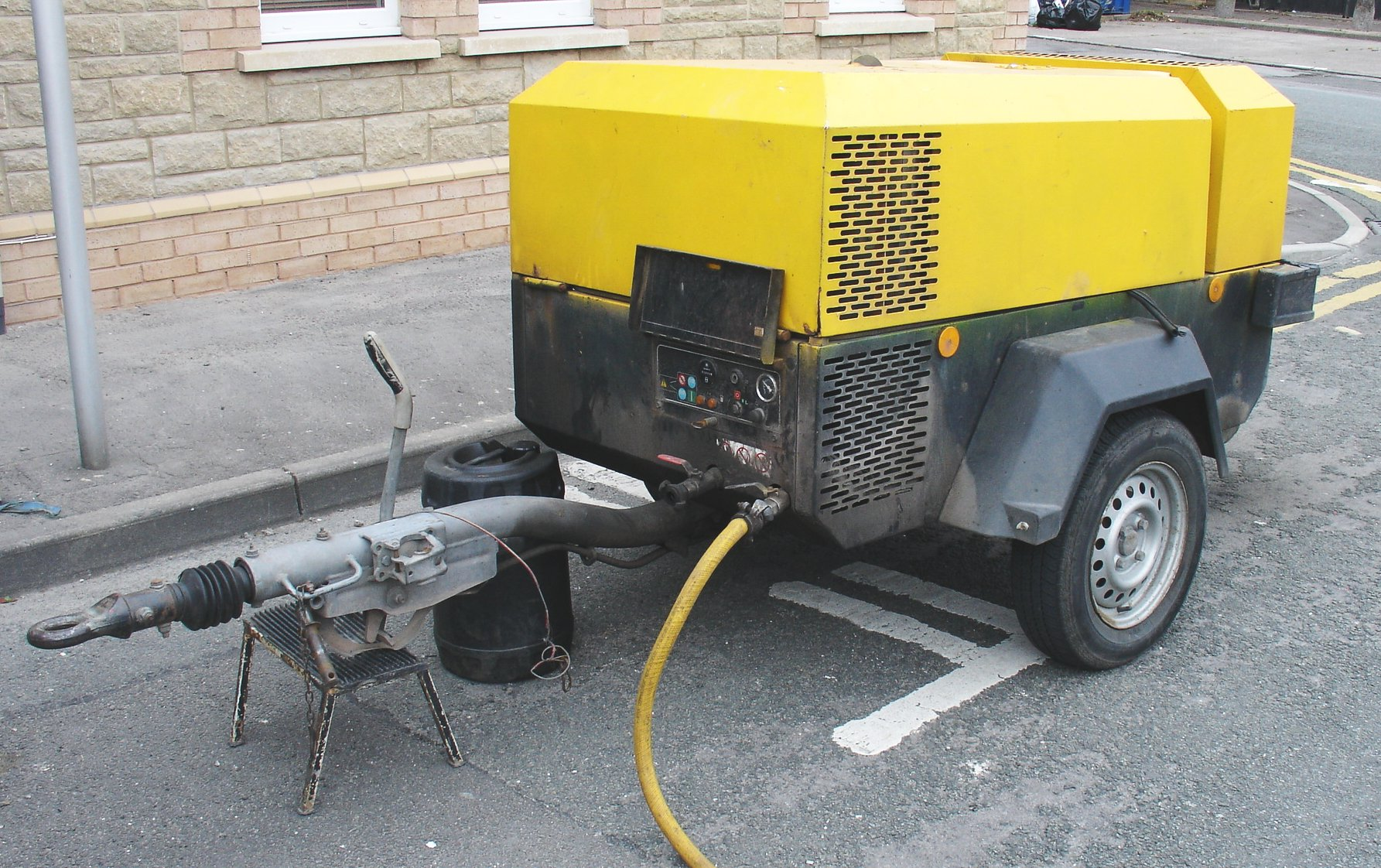
柴油机驱动的压缩机用作喷砂的气源

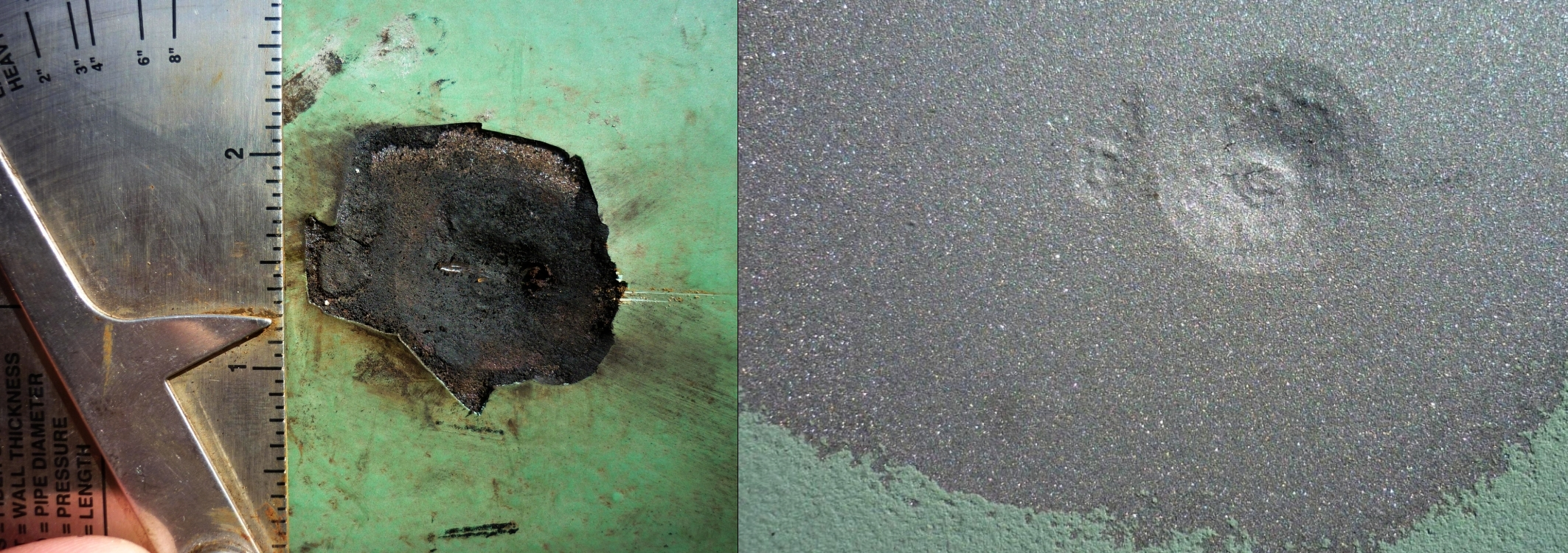
喷砂前后涂层缺陷处的点状腐蚀管道外壁上的涂层缺陷

喷砂，又名喷丸、打砂，針對素材表面進行的一種破壞性的加工方式，利用細小的研磨砂材顆粒對素材表面衝擊,讓表面產生像顆粒化般的凹陷使之形成霧面或侵蝕面，而達到除金銹、去毛刺、去氧化層、應力處理、摩擦系數調整、精密度調整、高附著力、美化、霧化、消光、提升素材表面的光潔度等效果。
該過程有幾種介質，有些具有很強的磨蝕性，而有些則比較溫和。最具磨蝕性的“金屬”和“沙子”。中等磨料的變體包括“玻璃珠”和“塑膠”介質噴砂（PMB）。其中一些物質可能會導致對介質過敏的人發生過敏性休克。還有一種溫和的方法是使用“小蘇打”。此外，還有一些幾乎不會產生磨損或不產生磨損的替代方法，例如“冰噴射”和“乾冰噴射”。

## 歷史
噴砂的過程是由本傑明·蒂爾曼(Benjamin Tilghman)在十九世紀末開發的。他于1870年制造了一台機器以便從工件表面容易地剝離銹和油漆。
1893年起工業界很快使用了這種不可或缺的技術以清潔大型工件表面。 
Thomas Pangborn在1904年升级了蒂爾曼的想法，創造了一种現在稱為噴砂機的機器。这种机器使用壓縮空氣結合了磨料（如沙），以清潔金屬表面以备進一步使用。這种機器使用顆粒磨料，與空氣壓縮機和用手握持的噴嘴結合，空氣和顆粒的組合從該空氣壓縮機和噴嘴釋放。
現代噴砂機不僅限於清潔工業型表面，而且可以還用於藝術目的。藝術家使用這些機器在表面上製造獨特的設計以用於美學目的。
喷砂在1918年，特別是在發現吸入顆粒可導致矽肺病这種危險的肺部疾病后，第一次使用了機器外殼。工人通过机器外壳上的屏幕观察，以便保護工作空間，讓工人不會吸入任何危險的沙粒。
風扇的使用使得顆粒可以遠離工人的面部。但這個過程對於工人來說仍然是危險的，因此噴砂器採取所有預防措施是相當重要的。
1939年后，隨著噴砂器的發展，磨料不再仅限于沙子，砂以外的材料也被用於清潔金屬表面。其他磨料有氧化鋁、碳化矽、石英、玻璃珠、粉末磨料、塑料磨料、銅渣、鋼砂、椰子殼、胡桃殼和水果石的顆粒等。

## 分类
一般来说，喷砂系统主要有封闭式和开放式两种。大型物件噴砂採開放式，但空氣汙染嚴重。人員若需進入开放式喷砂系统須著全套防護衣，保護人員不受傷，也避免粉塵吸入。
根据砂材(磨料)回收方式的不同，喷砂系统又可以分为机械式和气力式两种。机械式喷砂系统砂材回收由水平输送装置和提升装置完成；气力式喷砂系统砂材回收则主要依靠气流输送。
实践中应用较多的主要是气力输送式喷砂房。气力输送式喷砂房主要有六个装置，分别是房体、喷砂设备、砂材回收装置、通风除尘装置、砂材(磨料)分选装置和电控装置。也可以把砂材(磨料)回收和通风除尘合并来简化结构。

### 乾式噴砂
乾式噴砂是利用真空管以壓縮空氣為動力來加速研磨材料噴射或利用提升機搬動在以高速轉盤利用離心力將砂材甩到工件上，進而對加工物進行表面處理的方法。最適於不適合水的工作物的表面加工。
按照砂材(磨料)射出方式分為離心式和氣噴式。離心式利用葉輪轉動葉片，將砂材往離心方向甩出；氣噴式利用氣體壓力直接將砂材(磨料)射出。

### 濕式噴砂
所謂濕式噴砂是將研磨材與水的混合體以泵浦來搬送，利用高壓空氣的力量噴砂工作物來行表面加工的方法。
特長：
1. 因使用水的原因，不會有微粉沬飛散等環境污染問題。
2. 不傷加工物而能除去毛邊 ( 表面凸出物 ) 及表面附著物的除去及洗淨。
3. 表面均一的梨地面 ( 斑點花樣 ) 加工，特別是在面粗度的要求加工上發揮威力。
4. 給加工面僅小的噴擊效果，能改善、強化材質。
5. 以噴射出的水將除去後的異質物，清洗、流出。

## 工作过程

### 预处理
工件在喷砂前应进行表面清理.常用的方法有：电动打磨、溶剂清理、酸洗等

### 遮蔽不需噴砂的部位
使用橡膠或是PVC作為基材的自黏膠膜作為遮蔽材料，通常厚度為1.0~0.3mm之間。若是墓碑或是藝術類別，則還需要另外使用切字機、雷射切割機、光雕或是手動切字切出造型後，移除打算噴砂的部位後搭配轉貼膠膜固定相對位置，貼附於被噴砂物上後再移除轉貼膠膜。

### 开始喷砂
砂材經由機器射出撞擊表面，用以達到所需之目的

### 砂材(磨料)回收再利用
首先风机把砂材(磨料)、粉尘、气流都吸到过滤器中。含粉尘气体过滤中，粉尘附在过滤器外壁，干净气体则排出厂房外，还有部分回到喷砂房内。砂材(磨料)等会分到分选器，改变气流通道截面，调节分离比例。
主要分离过程为：砂材(磨料)和粉尘一同通过通道时，由于砂材较重，粉尘和气体会向上通过锥体之间的缝隙出来。砂材则掉进下面对额振动筛。然后振动筛再把磨料的粗的颗粒分开。这样循环分离出的干净砂材(磨料)将通过指定的筛孔进入喷砂罐。粉尘和气体再如上经过过滤器即可分离。

## 可運用於
1.	航太及國防工事工業	
2.	電子產業
3.	汽機腳 ( 車 ) 製造工業
4.	壓鑄、鍛造、射出、五金零件..等加工製造業
5.	電氣用品、傢具、家用品製造業
6.	化學品、玻璃、塑膠、染整業、橡膠&及食品工業
7.	藝品、飾品、貴金屬、木材、石材加工業
8.	醫療事業

## 加工範圍
金屬類：金、銀、銅、鐵、不鏽鋼、鋁、鎂、鈦 。 
非金屬類：壓克力、波麗、玻璃、陶瓷、大理石及其他石材等。 
其他材質：木材、竹器、植物果實、牛仔褲等。

## 噴砂的應用

### 表面清除加工：
金屬的氧化層或熱處理後的黑皮、表面細孔、金屬或非金屬之表面污鏽清除、陶瓷表面黑點及著色去除或彩繪再生、橡膠模及重力壓鑄模之氧化物、殘渣或離形劑之去除。

### 表面美/強化加工：
各種金屬製品 ( 如：黃金，K金飾品，貴金屬製品 ) 之裝飾加工及電鍍品之消光及柔光霧面處理，以及非金屬製品 ( 如：壓克力、波麗、玻璃、水晶玻璃 ) 之表面霧化處理 / 粗化處理以及能使加工物表面成金屬光澤。讓表面有"咬花"面的感覺與因表面粗糙經光線折射所產生不規則之反射晶亮.。表面硬度增強達到不易刮傷耐磨。

### 毛邊 ( 頭 ) 去除加工：
鋅鋁壓鑄品、塑膠、電木製品、電子零件，磁芯等毛邊 ( 頭 ) 去除之表面修整處理。

### 前處理加工：
粉體塗裝、電鍍、噴漆、鐵氟龍 ( TEFLON )、PU、橡塑膠被覆、金屬噴桿、鍍鈦、散熱片等之前處理增加表面之附著力。

### 刻蝕加工：
貴金屬蝕品、寶石、玉石、水晶、瑪瑙、半寶石、雅石、古董、印章、石材、大理石墓碑、竹片、玻璃、陶瓷、木材等之表面修刻蝕處理。

### 工件應力消除加工：
航太工業、精密工業之零件清潔及應力消除，或國防武器之整修及消光除銹除漆處理等之應力消除加工處理。

### 電子零件加工：
矽晶片擴散後表面雜質的去除作業.矽晶片噴砂切割成小圓晶粒的刻蝕加工作業.電子零件封裝業溢膠毛邊的噴除.電子零件成品表面 印字的去除.陶瓷電熱材質之清潔。

### 模具加工：
模具表面的梨地加工 ( 噴砂 )、模具咬花及霧面處理、增加模具被覆PU之附著力、線切割模，玻璃模，輪胎模，電木模，電鍍模，按鍵模，塑膠製品模、鞋模、導電橡膠模、輪胎模及電子產品模具的清潔及霧面處理。

### 大工作物之加工：
大型工件如油槽，化學槽，船殼，鋼構，鐵皮屋，貨櫃，汽車工業等之除銹，除漆，維修處理。

### 醫學科學：
醫療療程運用如牙齒噴砂美白、磨皮去角質化

## 噴砂砂材總類【研磨材料】
金鋼砂，碳化矽，氧化鋁，玻璃珠，不銹鋼珠，銅珠，鋁珠，陶瓷珠，鋼珠，鋼礫，樹脂砂， 塑膠砂，核桃粒，鋯砂等。

## 噴砂實體運用舉例
1.	精品皮件、首飾、手錶業 ： 
金屬之電鍍前處理皮革表面消光、柔光、霧面處理、質感。
2.	高級眼鏡 ： 
金屬鏡架應力消除防變形、電鍍前處理、膠質鏡架、摩擦係數、調整防止滑落、增加美觀。
3.	高級燈飾 ： 
防止氧化、玻璃柔光、霧化、雕刻。
4.	高級廚具 ： 
不銹鋼處理、烤前處理、增加使用年限、抗蝕性，歐美爐架法爐具前處理、防銹抗氧化、金屬應力處理、而熱抗變形。
5.	高級運動器材零組件：
消除零件車架應力、防止變形、烤漆電鍍前處理，增加使用年限。
6.	高級牛仔衣褲 ： 
布面噴白，形成自然風格。
7.	高級家電製品 ： 
電子零件封裝作業、溶膠毛邊處理、主機外殼表面霧化、噴砂石刻。
8.	高級車零組件 ： 
透過噴砂增加金屬耐磨性、抗蝕性。
9.	玻璃製品 ： 
晶瑩剔透的玻璃世界來自噴砂的巧奪天工。
10.	珠寶 ： 
愛不釋手的珠寶，來自噴砂自然的洗鍊。
11.	藝術精品 ： 
獨特的噴砂技術～創造出完美的產品。
12.	陶磁製品 ： 
千古以來陶器與磁器的交戰─竟在噴砂的世界中得到妥協─而在人們心中成為最愛。
13.	不銹鋼、玻璃雕刻 ： 
品味質感，透過噴砂的洗禮益見珍藏。
14.	高級傢俱 ： 
恬適的家居生活─來自噴砂的精雕細琢。
15.	衛浴設備 ： 
金屬部份電鍍前處理，增加抗蝕性、增加美觀質感，磁磚部份，增加防滑、抗爆性、鏡面霧化、玻璃圖案雕刻。
16.	鋼鐵樑柱 ： 
鋼鐵工作表面之鑄砂，鏽皮或氧化膜脫落。防蝕塗裝工程在鋼構中也是很重要的一環，為熱鍍鋅與油漆防蝕處理之前處理。

## 安全
使用噴砂進行的清潔作業可能會對工人的職業安全健康造成風險，特別是在便攜式空氣噴砂或噴砂室（噴砂房）應用中。基材和磨料在噴砂過程中會產生大量的粉塵。雖然噴砂室中使用的許多磨料本身並不危險（鋼丸和鋼砂、鑄鐵、氧化鋁、石榴石、塑膠磨料和玻璃珠），但其他磨料（矽砂、銅渣、鎳渣和十字石）具有不同程度的危險（通常含有遊離二氧化矽砂或重金屬）。然而，在所有情況下，它們的使用都可能給操作員帶來嚴重危險，例如因噴射物而導致的灼傷（伴有皮膚或眼睛病變）、因在散落在地面上的圓形彈丸上行走而導致的跌倒、暴露在危險粉塵中、中暑、形成爆炸性環境以及暴露在過大的噪音中。噴砂室和便攜式噴砂機的設備已經避免了這些危險。但噴灑含鉛油漆會使空氣中充滿鉛顆粒，這些顆粒可能對神經系統有害。
過去，當噴砂作為一項露天作業時，工人面臨飛濺物質造成傷害和吸入粉塵造成肺部損傷的風險。噴砂過程中產生的二氧化矽粉塵，長期吸入會導致矽肺病。 1918 年，第一個噴砂室建成，它用觀察屏保護工人，圍繞工件旋轉，並使用排氣扇將工人臉上的灰塵吸走。當操作員沒有與噴砂設備完全隔離時，矽肺病仍有風險。
噴砂也可能帶來次要風險，例如從鷹架上墜落或被限制在狹小空間內。使用小型汽油引擎進行噴砂作業也可能導致一氧化碳中毒。
目前，一些國家和地區對噴砂作業進行了規範，規定噴砂作業只能在受控環境下使用通風設備、防護服和呼吸空氣供應進行。

## 外部連結
- 维基共享资源上的相關多媒體資源：喷砂